# الکساندر ادوارد
الکساندر ادوارد (۱۰ ژوئن ۱۶۵۱-۱۶ نوامبر ۱۷۰۸) یک کشیش بود که با مرور زمان به یک طراح، معمار و طراح مناظر طبیعی تبدل شد. او از پیروان سبک سر ویلیام بروسی بود و چندین باغ در شیوه محوری بزرگ فرانسوی طراحی کرد.

## دوران زندگی
الکساندر ادوارد پسر ارشد رابرت ادوارد، وزیر موروس، کسی که با خانواده مول ازدواج کرد و از سرپرستی این خانواده راضی بود. خاطرات الکساندر نشان می‌دهد که در سال ۱۶۵۰ خانواده اش مجبور بودند خود را از پروتستانهای کرامول پنهان کنند. الکساندر فردی لوچ بود و در سال ۱۶۷۰ از دانشگاه سنت اندروز فارغ‌التحصیل شد.
ادوارد تا سال ۱۶۷۹ مقدر نشده بود و در طول دهه ۱۶۷۰ فعالیتهایش ناشناخته بود. در این زمان پدرش شرحی از آنگوس نوشت و نقشه‌ای همراه کتاب تحت عنوان آنگوسیا آماده نمود. کتاب توسط جورج مول بررسی شد و در سال ۱۶۷۸ منتشر گردید جان لوری معتقد است که الکساندر با انگوسیا همکاری کرد و مهارتهایی تحت عنوان طراحی و نقشه‌کشی بدست آورد. لوری همچنان گمان می‌کند که الکساندر ممکن است با سر ویلیام بروس در تماس بوده‌است به دلیل اینکه در سال ۱۶۷۲ بروس دروازه‌های جدیدی را برای خانه پان مر طراحی کرد.
ادوارد یکی از حاملان تابوت در مراسم تشییع جنازه اسقف اعظم شارپ، کشیشی که توسط ارتش پروتستانها در سال ۱۶۷۹ به قتل رسید. او از سال ۱۶۸۱ وزیر کمبک در فیف بود و تا سال ۱۶۸۹ که از کشیش خود به عنوان عضو غیر هیئت منصفه محروم شد کلیسای پروتستان اسکاتلندی را مستقر کرد. با وجود این او در سال ۱۶۹۴ در حالیکه خانه کشیش در سال ۱۶۹۱ مورد حمله قرار گرفته بود همچنان وزیر بود.

## آثار معماری
در حدود سال ۱۶۸۵ او نقشه‌ها و نماهای خانه کین روس را آماده کرد که قبلاً توسط معمار ارشد سر ویلیام بروس در خانه خود طراحی کرده بود. او به عنوان طراح بروس دوباره در یک طرح اجرا نشدنی برای باغها و خانه قلعه کینیاررد کار می‌کرد. او نقشه‌های خانهٔ ملویل در فیف را به کمک بروس و جیمز اسمیت به عنوان پیمانکار و طراح اصلی رسم کرد. او در سال ۱۶۹۹ نقاشی از کاخ فالکلند کشید.
اولین کمیسیون معماری ادوارد از جیمز مول جهت بازسازی قلعه برچین به عنوان تکیه‌گاه کشور که او از سال ۱۶۹۶ تا ۱۷۰۸ ب روی این پروژه کار کرد این به عنوان تنها کار قابل توجه به حساب می‌آید و تأثیر مدل بروس در ان نمایان است. درر سال ۱۷۰۰ او در ساختمان خانه روسی برای پاتریک اسکات (در حال حاضر تخریب شده‌است) مشارکت داشت و او همچنین بر کارهای داخلی قلعه کلی، آنگوس و سایر دارایی‌های مول نظارت داشت. او ممکن است مسوول طراحی‌های قلعه کاراستون که از شکل L به طرح متقارن U تبدیل شده بوده‌است.

## سفر به اروپا
او در سال ۱۷۰۱ الی ۱۷۰۲ توسط یک گروه از اشراف یعقوب به رهبری مرو پان مر به یک مأموریت در پی حقیقتی فرستاده شد. او قبل از ملاقات صنایع معروف لندن به دیدار مکانهای دیدنی در انگلیس از جمله چاتس وورد و قلعه هاوارد رفت. او سپس به پاریس و کشورهای دیگر مسافرت کرد و از مکان‌هایی مانند ورسایی – مارلی و سنت ابر بازدید کرد. هدف عمده او جمع‌آوری مواد طبق مدل‌های معماری به روز توسط مشاهده آب‌نماها، معادن و دیگر پروژه‌ها بود. او طرح‌ها را خریداری کرد و سپس نمودارها را رسم کرد و نکته‌هایی را یادداشت نمود و در آخر مجموعه بزرگی از مواد را به وجود آورد که چندین تن از پیروان او اقدام به حفظ او نمودند. همچنین هدف پنهانی مسافرت‌های او نامه‌های دارای کد از همیلتون به جیمز استوارت در دادگاه تبعید وی به سنت ژرمن بود.

## باغبانی
ادوارد و بروس جهت طراحی باغ‌هایی در هاپتون به اندازهٔ کینروس همکاری کردند. در سال ۱۷۰۸ ادوارد نقاشی‌هایی را برای طراحی‌های بزرگ پیرامون کاخ همیلتون آماده نمود. طرح عظیم شامل مزارع – جنگل و تپه بود با توجه به مرگ ادوارد آثار و هزینه‌های پیشنهادی طرح هرگز کامل نشد. با این حال منطقه نترون همیلتون ویران شد و خیابان ساخته شده توسط ویلیام آدم خاتمه یافت.

## مرگ
الکساندر ادوارد در ادینبرگ فوت کرد و در فریرر کرکیارد سوزانده شد. رابرت ادوارد را معماری زبردست و بزرگ در طراحی‌های راه‌ها باغ‌ها توصیف می‌کند.